# ㅜ
ㅜ (reviderad romanisering: u, hangul: 우) är den tjugoförsta bokstaven i det koreanska alfabetet. Den är en av tio grundvokaler.